# 内韦日斯足球俱乐部
内韦日斯足球俱乐部是立陶宛凱代尼艾市的足球俱乐部。

## 荣誉
- 三次立陶宛锦标赛冠军（1966、1972、1973）
- 两次亚军（1968、1969）
- 三次季军（1967、1970、1979）